# Discosoma album
Discosoma album är en korallart som först beskrevs av Forskål 1775.  Discosoma album ingår i släktet Discosoma och familjen Discosomatidae. Inga underarter finns listade i Catalogue of Life.